# Marc Luyckx Ghisi
Marc Luyckx Ghisi (Lovanio, 20 aprile 1942) è un saggista belga.

## Biografia
Ha prima condotto studi in matematica, filosofia e teologia (su cui ha fatto il Dottorato) ed è stato prete cattolico. Il titolo del suo dottorato in teologia russa e greca, era: “Gli scritti di gioventù di Nikolaj Aleksandrovič Berdjaev, della sua scoperta del marxismo fino alla scoperta del Cristianismo.”(Pontificio Istituto Orientale, Roma). 
Dopo essersi sposato, è in seguito stato membro per dieci anni (1990-99) della "Unità di Studi previsionali" della Commissione europea, creata da Jacques Delors, all'interno della quale si è occupato del senso della costruzione europea. Ha inoltre creato il programma "L'anima dell'Europa". Ha avuto modo di viaggiare in modo esteso e di incontrare diversi responsabili e consiglieri sia in Cina sia negli USA sia in Giappone o in India. Alcuni erano coscienti del cambiamento di civiltà nel quale siamo coinvolti a livello mondiale, ma questi visionari erano una minoranza. 
Ha invitato alla "Unità di Studi previsionali" molti pensatori eccezionali, come Paul Ray (i creativi culturali), ma anche Edgar Morin, filosofo francese del cambiamento di civiltà, Hazel Henderson, autrice di numerosi libri sulla nuova economia win-win sostenibile e Rinaldo Brutoco, Amministratore Delegato della World Business Academy, Avon Mattison, Harlan Cleveland, ex vicesegretario di Stato del Presidente John Kennedy e Amministratore Delegato della World Academy of Arts and Science, il Prof. Ziauddin Sardar, consigliere di diversi governi musulmani dell'Asia, ecc. Ha inoltre organizzato un confronto sul tema Civiltà e Governance presso la Commissione Europea nel Maggio 1998. 
Al momento, è attivo nella creazione di nuove strutture di formazione. È stato Decano della Cotrugli Business School a Zagabria e a Belgrado (2005-2009). È stato anche Vicepresidente del Auroville International Advisory Council, il gruppo di consiglieri di Auroville, nell'India meridionale. È Fellow della “World Business Academy”, anche membro del Club di Roma-EU, della World Futures Studies Federation, Presidente onorario di Eurotas, European Transpersonal Association.

## Lavori

### Il cambiamento di civiltà
L'umanità sta vivendo un cambiamento di civiltà rapido e profondo, in quanto la razionalità moderna, l'approccio patriarcale e il capitalismo industriale non sono più in grado di formulare una risposta soddisfacente né al problema della nostra sopravvivenza collettiva e dell'ambiente, né ai problemi sociali e demografici del nostro mondo all'inizio del ventunesimo secolo.

#### La società civile sta già cambiando... In silenzio: i creatori di cultura
In tal senso, questi approcci sono già sorpassati in quanto non hanno più alcun valore. La società civile guarda già altrove, nonostante i poteri costituiti facciano di tutto per convincerla che non esistono alternative. Alcune persone d'altronde stanno già vivendo un profondo senso di re-incanto, una riconciliazione tra corpo, cuore e anima. In questo gruppo, chiamato i creatori di cultura che comprende il 25% dei cittadini europei, si trova un 66% di donne. Questo significa che le donne stanno portando avanti il cambiamento in silenzio. Sembra anche che gli stessi cambiamenti culturali si verifichino nel resto del mondo. Nel mondo musulmano (Ziauddin Sardar), in China (Nicanor Perlas) e in America del Sud (Leonardo Boff). Ma non si dispone di statistiche precise al riguardo. 
Questi cambiamenti in corso toccano gli aspetti più profondi delle nostre vite, come la relazione tra uomo e donna, il senso del sacro, la verità, lo statuto della ragione e della scienza, ma allo stesso tempo la definizione della coscienza, del tempo, dello spazio e della felicità.

#### Il motore del cambiamento
Ci sono ancora pochi dibattiti riguardo a questo cambiamento. Tutto accade in silenzio. Si possono distinguere cinque livelli di cambiamento, ma, come per un iceberg, soltanto un solo livello è visibile: quello politico, il livello 5. Osserviamo ovunque una perdita di credibilità del politico. E vediamo apparire un nuovo paradigma politico di non-violenza fra Stati. Tuttavia, ci sono quattro livelli di cambiamento più profondi che raramente vengono menzionati. Livello 4 è il passaggio verso una economia post-industriale ed immateriale, che è una economia non-violenta del dono e dello scambio. Il Livello 3 è il passaggio verso la trasmodernità che è una visione diversa ove la coscienza diventa più importante della materia. Livello 2 è la fine dei valori patriarcali di commando controllo e conquista (CCC). Dobbiamo per sopravvivere aggiungere nuovi valori di rispetto, riconnessione e solidarietà. E finalmente il livello 1. Ed è a questo livello più profondo che si trova il motore del cambiamento di civiltà. Cambiamo perché l'umanità ha già rifiutato la possibilità di un suicidio collettivo e perché il subcosciente collettivo si sta riprogrammando in ciascuno di noi, i nostri valori di morte verso valori di vita. Questo cambiamento dei valori di morte in valori di vita in ciascuno di noi, costituisce il potente motore del cambiamento di civiltà.

#### Lo strumento del cambiamento: la visione della coscienza
Secondo Willis Harman, alla fine del Medioevo il cambiamento di civiltà verso il Rinascimento si è realizzato tramite una nuova maniera di concepire la Terra e il cielo, proposta da Copernico. Analogamente, oggi il cambiamento di civiltà sta arrivando tramite una nuova definizione della coscienza e della materia. Stiamo abbandonando la metafisica « M1 », che sostiene che la materia esiste e che la coscienza ne è un'emanazione, e siamo già in una nuova metafisica « M3 » che scopre il primato della coscienza che consente alla materia di manifestarsi. Questo terremoto concettuale trasforma interamente l'approccio scientifico stesso e la « nuova scienza » corrisponde sempre di più agli ultimi sviluppi della fisica quantistica. Secondo Harman, la nuova scienza trasmoderna si avvicina alla visione delle Grandi Saggezze dell'Umanità.

### L'Unione Europea: un nuovo paradigma politico ed economico
La cosa più sorprendente è che l'Unione Europea è il progetto che meglio s'inserisce nel cambiamento di civiltà. Tale messaggio, però, non viene per adesso colto a livello politico.

#### L'UE ha creato un nuovo paradigma politico di non-violenza tra Stati
I padri fondatori dell'Europa, forse senza esserne consci, hanno creato il primo esempio concreto di un paradigma politico di non violenza tra Stati. La modernità aveva già realizzato un progresso enorme creando lo Stato di Diritto, che assicura la non violenza nei confronti delle persone. L'UE estende questa non-violenza alle relazioni tra gli Stati (membri dell'Unione). Ciò modifica radicalmente la nostra politica estera, il ruolo dei nostri eserciti, la nostra idea di difesa e di sicurezza.

#### L'economia post-capitalista dell'immateriale è sociale e sostenibile
Nel 1993, la Commissione europea ha pubblicato un Libro Bianco “Crescita, Competitività ed impiego: Le sfide e gli orientamenti per entrare nel secolo XXI ». Questo studio era stato coordinato dall'“Unità di Studi previsionali” della Commissione europea. Indicava che l'Europa stava andando verso une nuova società postindustriale dell'informazione. E proponeva riforme audace delle tasse, dell'educazione e formazione, ma anche del modello di sviluppo europeo stesso. Questa visione proposta de Jacques Delors nel Concilio di Capi di Stato, in dicembre 1993, fu cortesemente rifiutata dai governi europei. Nel 2000, l'UE ha lanciato la «Strategia di Lisbona » che mirava a far entrare l'Unione nella nuova “società della conoscenza”. Il primo ministro António Guterres ed il Professor Maria João Rodrigues hanno insistito che questa economia immateriale fosse un nuovo paradigma economico. Questa interpretazione fu rifiutata dai governi europei. Ma nonostante, la conoscenza è come l'amore: più la si condivide, più la si riceve. L'economia della conoscenza è quindi un'economia del dare e del condividere che modifica gli assiomi di base della logica industriale capitalista e comunista. Essa è post-capitalista, in quanto lo strumento di produzione non è più la fabbrica, ma gli esseri umani che creano della conoscenza. E quindi, in questo nuovo sistema, il capitale finanziario diventa improvvisamente meno importante dell'umano, dunque Peter Drucker lo considera “post-capitalista”. E il nuovo CEO deve rispettare il corpo, l'intelligenza e l'anima del suo personale se vuole che sia creativo. L'UE è quindi entrata – in silenzio – in una nuova società “post-capitalista” del dare e del condividere. Questa nuova economia è potenzialmente molto più sociale e totalmente rispettosa dell'ambiente in quanto si appoggia al concetto di crescita qualitativa.

#### L'anima dell'Europa
L'anima dell'Europa è dunque questo progresso silenzioso dal punto di vista politico ed economico verso una società meno violenta. Questo progresso ispira il mondo intero in silenzio poiché il progetto politico europeo contiene i semi di un nuovo paradigma di governanza mondiale più saggio, più giusto e più sociale. L'anima dell'Europa ci conduce verso questo nuovo tipo di governanza. Ed è questa la speranza subconscia dei cittadini europei verso l'Unione Europea.

## Pubblicazioni

### In francese
- Au-delà de la modernité du patriarcat et du capitalisme : la société réenchantée. L'Harmattan, Paris, 2001. (disponibile sul blog http://vision2020.canalblog.com)
- Surgissement d'un nouveau monde : valeurs, visions, économie, politique, tout change… L'Harmattan, Paris, 2013.

### In inglese
- The knowledge society: a breakthrough toward genuine Sustainability, Arunachala Press, Stonehill foundation Publishing, Cochin, India, 2008. Disponibile sul blog : www.vision2020.canalblog.com
- European Visions for the knowledge Age: A Quest for New Horizons in the Information Society : Marc Luyckx Ghisi: « A win-Win strategy for the European Union in the Knowledge Society » in Paul Kidd, Ed., Cheshire Henbury, Macclesfield, UK, 2007

### In italiano
- La società della conoscenza: valori visioni, economia, politica,... tutto sta cambiando. Editions (électronique) E-Bookizzati, Torino. 2011. https://web.archive.org/web/20140714134606/http://www.ebookizzati.it/ebook-marc-luyckx-ghisi-idaut30.html